# 138
138. је била проста година.

## Догађаји
- 25. фебруар — Римски цар Хадријан проглашава Антонина Пија за наследника, под условом да овај усвоји Марка Аурелија и Луција Вера.
- 10. јул — Хадријан умире услед затајења срца у Бајеу; након тога је сахрањен у Риму у Домицијиним вртовима, поред своје супруге Вибије Сабине.
- Антонин Пије постаје римски цар и тражи од Сената да Хадријана прогласе богом.

## Смрти
- 10. јул — Хадријан, римски цар. (р. 76)